# Centre d'Estudis Calongins Colònico
El Centre d'Estudis Calongins Colònico és una entitat cultural creada l'any 1980 a Calonge. Va ser una iniciativa dels historiadors locals Pere Caner i Estrany i Lluís Vilar i Subirana. La nova entitat va sorgir com una continuació de les Joventuts Bitllerenques Nazarienques Calongines (JBNC), que Caner i Vilar, juntament amb 2 joves més, Pere Viñals i Francisco Jou, van crear l'any 1940; i que va desaparèixer a la dècada dels anys cinquanta del segle xx. Tant Colònico com les JBNC van sorgir amb un triple objectiu: Calonge, la cultura i el català.

## Història
Caner i Vilar, com a secretari i president en funcions, van convocar la primera assemblea general de Colònico el 18 d'abril de 1980 a la casa natal del primer, al número 25 del carrer Major de la vila, després d'haver aconseguit la legalització de l'entitat per part del Govern Civil de Girona. L'assemblea, que va començar a les 10 de la nit, va comptar amb la presència dels dos convocants, com també de Tomàs Echevarria i Cabrera, Manuel Clara i Massich, Montserrat Darnaculleta i Poch, Pere Viñals i Irla, Josep Estragués i Presas i Jacint Morera i Pujals. Van excusar la seva presència Jordi Casademont i Vilaseca i Maria Carme Casas i Salvador. El primer acord va ser nomenar la junta directiva, que va rebre l'acord unànime dels presents. La junta estava formada per Lluís Vilar, president; Tomàs Echevarria, vicepresident; Pere Caner, secretari; Manuel Clara, tresorer; Josep Estragués, sotssecretari i interventor; Jordi Casademont, delegat de Propaganda; i Montserrat Darnaculleta, delegada de Cultura. Seguidament, l'assemblea va decidir demanar a l'Ajuntament de Calonge les golfes del Castell, per poder instal·lar-hi el Museu Arqueològic. El Museu es va inaugurar el 12 d'abril del 1981.

## Activitats
Durant l'any 1980, la junta de Colònico va instar l'Ajuntament a crear una biblioteca pública i a posar les plaques dels carrers i places del municipi en català. A més, amb la Unió Esportiva Calonge, van fer una exposició de fotografies antigues del municipi. De la mostra, va sorgir un llibre. Al llarg del 1981, es van fer altres exposicions fotogràfiques. L'any 1983 va organitzar el primer Concurs de Poesia Catalana i Castellana, impulsada pel soci Josep Cebral. Dos anys més tard, a iniciativa del soci Robert Viñals, es va fer el I Concurs de Dibuix i Pintura. També col·labora en l'edició de llibres, especialment els de Pere Caner i altres aspectes de la vila, com una guia del Castell. Això va donar peu, l'any 1986, a l'organització de la Trobada Cultural, que és el gran esdeveniment que fa cada any l'entitat.
El Colònico ha estat —juntament amb la Revista del Baix Empordà, la Revista de les Gavarres, l'Ateneu Popular de Calonge, el Consorci de les Gavarres, el Consell Comarcal del Baix Empordà, Jaume Aymar i Ragolta i tècnics de l'Ajuntament de Calonge i amb la coordinació d'ARTimetria— un dels actors per fer del Castell de Calonge el Centre d'interpretació de les Gavarres. A més, juntament amb l'Ateneu Popular de Calonge, tècnics de l'ajuntament de Calonge i dos dels fills del president fundador de l'entitat —Salvador Vilar i Masó i Carles Vilar i Massó— han treballat en l'Espai Calonge, dins el mateix Centre d'interpretació de les Gavarres.
Per tal de promoure la recerca científica entre els estudiants de Batxillerat sobre temàtiques d'interès local, amb el suport de l'Ajuntament de Calonge, impulsa uns premis de recerca.

## Orígens (Joventuts Bitllerenques Nazarienques Calongines)
Les arrels de Colònico cal anar-les a cercar a les colles de joves que es formaven als diferents barris de Calonge durant els anys de la II República Espanyola, els anys 1932 i 1933. Concretament, en la colla del barri del Bitller, amb els germans Miquel, Juli i Lluís Vilar, Robert Vinyals, Martí Sitges, Salvador Puigdevall, Josep Gendrau, Pere Viñals, Pere Caner i Pere Costart, que era el capità. I tenien les seves guerres de pedres amb la colla del barri de Sant Nazari, que comptava amb els germans Enric i Lluís Minois, Alfons Soley, Narcís Dalmau, Andreu Margarit i Martí Rondós, que era el capità. Les guerres es van acabar amb la sortida dels més grans de les colles de l'escola pública, l'any 1935; però, sobretot, amb la Guerra Civil espanyola, l'any 1936.
Dins de l'entitat, es va crear un Cercle d'Estudis, de cara a formar els joves en història, geografia, literatura, calongisme i retòrica. A part de la formació humana, van iniciar una recerca del passat calongí, en dues direccions. D'una banda, amb entrevistes a la gent gran, mirant de recuperar la memòria històrica, especialment a través de Pere Casademont i del llegat de Patrici Clara i Carles. D'una altra banda, amb excursions de recerca històrica per al municipi. Dins aquesta recerca, van trobar la pedra antropomorfa a l'església abandonada de sant Esteve, a la Vall dels Molins. D'aquella pedra, els joves van crear un Museu, que es va completar amb aportacions de les seves recerques i cessions de peces de famílies del municipi així com també amb una hemeroteca des del principi del segle xx. Una col·lecció d'artefactes altmedievals prové del Poblat del Carrer dels Sastres, on el grup va descobrir una gran quantitat de fragments de ceràmica grisa medieval i altres estris domèstics. Amb el Museu, l'entitat va deixar de ser una entitat clandestina per passar a ser pública, i s'obrí als joves, tant si era per participar en les xerrades com per anar a les excursions.
El Museu va tenir dues èpoques, fins que amb la detenció de Pere Caner, als anys seixanta del segle xx, tot va quedar diluït. Caner, però, va mantenir la flama de la recerca històrica i, juntament amb Lluís Vilar, va aprofitar la nova democràcia de finals dels anys setanta per tornar a tirar endavant l'acció cultural. El 1978 es va inaugurar «El Petit Museu» a la Capella de la Mare de Déu del Roser i el 1980 es va crear l'associació Colònico. El 22 de juny del 2013, Colònico va decidir retre un homenatge als fundadors dels orígens de l'entitat, en un acte celebrat a la sala Fontova.